# Воробьёв, Гавриил Ефимович
Гаврии́л Ефи́мович Воробьёв (партийный псевдоним — Воробей (укр. Горобець); 1888 (1892) — 1924 (1925), Киев) — украинский общественный и политический деятель русского происхождения; член УСДРП, член Центральной Рады, член Всеукраинского совета рабочих депутатов. Кошевой атаман Вольного казачества Екатеринославщины.

## Биография
Избран членом Центральной Рады от Екатеринослава. Был в оппозиции к гетману П. Скоропадскому. С осени 1918 г. — атаман Украинского республиканского коша Екатеринославщины. Потом начальник дипломатического отдела Директории УНР.
Погиб в Киеве при невыясненных обстоятельствах.